# Piotr Świerczewski
Piotr Jarosław Świerczewski (født 8. april 1972) er en polsk tidligere fodboldspiller, der spillede på den defensive midtbane. Han spillede ud over for en række polske klubber også for især franske klubber. Længst tid spillede han for GKS Katowice (1988-1993) og SC Bastia (1995-2001).

## Landshold
Świerczewski var med på det polske landshold, der deltog i OL 1992 i Barcelona. Polen indledte med at vinde sin indledende pulje, besejrede derpå Qatar i kvartfinalen og Australien i semifinalen (sidstnævnte med 6-1), inden holdet i finalen tabte til hjemmeholdet fra Spanien med 2-3. Dermed fik Spanien guld og Polen sølv, mens Ghana fik bronze efter sejr over Australien i kampen om tredjepladsen.
Han nåede i alt 70 A-landsholdskampe, hvor han scorede et enkelt mål. Han var blandt andet med til VM-slutrunden i 2002.
| Polens landshold | Polens landshold | Polens landshold |
| År               | Kmp              | Mål              |
| ---------------- | ---------------- | ---------------- |
| 1992             | 2                | 0                |
| 1993             | 10               | 1                |
| 1994             | 3                | 0                |
| 1995             | 8                | 0                |
| 1996             | 0                | 0                |
| 1997             | 7                | 0                |
| 1998             | 8                | 0                |
| 1999             | 6                | 0                |
| 2000             | 9                | 0                |
| 2001             | 9                | 0                |
| 2002             | 6                | 0                |
| 2003             | 2                | 0                |
| Total            | 70               | 1                |